# Al-Qaisumah FC
Der al-Qaisumah Football Club (arabisch نادي القيصومة لكرة القدم) ist ein saudi-arabischer Fußballverein mit Sitz in Qaisumah in der Provinz asch-Scharqiyya. Aktuell, Stand Oktober 2024, spielt der Verein in der dritten Liga, der Saudi Second Division League.

## Stadion
Der Verein trägt seine Heimspiele im al-Batin Club Stadium in Hafar al-Batin aus. Das Stadion hat ein Fassungsvermögen von 6000 Personen.

## Erfolge
- Saudi Second Division League: 2015/16,[1] 2021/22[2]
- Saudi Third Division League: 2007/08[3]

## Trainerchronik
| Trainer           | von              | bis             |
| ----------------- | ---------------- | --------------- |
| Abderrazek Chebbi | 1. Juli 2016     | 30. Juni 2018   |
| Kemal Alispahić   | 29. Juli 2018    | 4. Januar 2019  |
| Carlos Parreira   | 1. Juli 2023     | 31. Januar 2024 |
| Abderrazek Chebbi | 2. Dezember 2023 | 30. Juni 2024   |

## Saisonplatzierung
| Saison  | Liga                         | Level | Spiele | S  | U  | N  | Tore  | Punkte | Position        |
| ------- | ---------------------------- | ----- | ------ | -- | -- | -- | ----- | ------ | --------------- |
| 2015/16 | Saudi Second Division League | 3     | 18     | 11 | 7  | 0  | 36-18 | 40     | 1. (Gruppe B) ▲ |
| 2016/17 | Saudi First Division League  | 2     | 30     | 11 | 8  | 11 | 44;50 | 41     | 6.              |
| 2017/18 | Saudi First Division League  | 2     | 30     | 11 | 7  | 12 | 52;54 | 40     | 8.              |
| 2018/19 | Saudi First Division League  | 2     | 38     | 13 | 8  | 17 | 46:53 | 47     | 17. ▼           |
| 2019/20 | Saudi Second Division League | 3     | 22     | 6  | 10 | 6  | 24:23 | 28     | 8. (Gruppe B)   |
| 2020/21 | Saudi Second Division League | 3     | 26     | 12 | 9  | 5  | 37:24 | 45     | 4. (Gruppe A)   |
| 2021/22 | Saudi Second Division League | 3     | 26     | 17 | 3  | 6  | 39-23 | 54     | 1. (Gruppe B) ▲ |
| 2022/23 | Saudi First Division League  | 2     | 34     | 8  | 16 | 10 | 35:44 | 40     | 13.             |
| 2023/24 | Saudi First Division League  | 2     | 34     | 7  | 7  | 20 | 43:61 | 28     | 17. ▼           |
| 2024/25 | Saudi Second Division League | 3     |        |    |    |    |       |        |                 |